# Europeiska cupvinnarcupen i fotboll

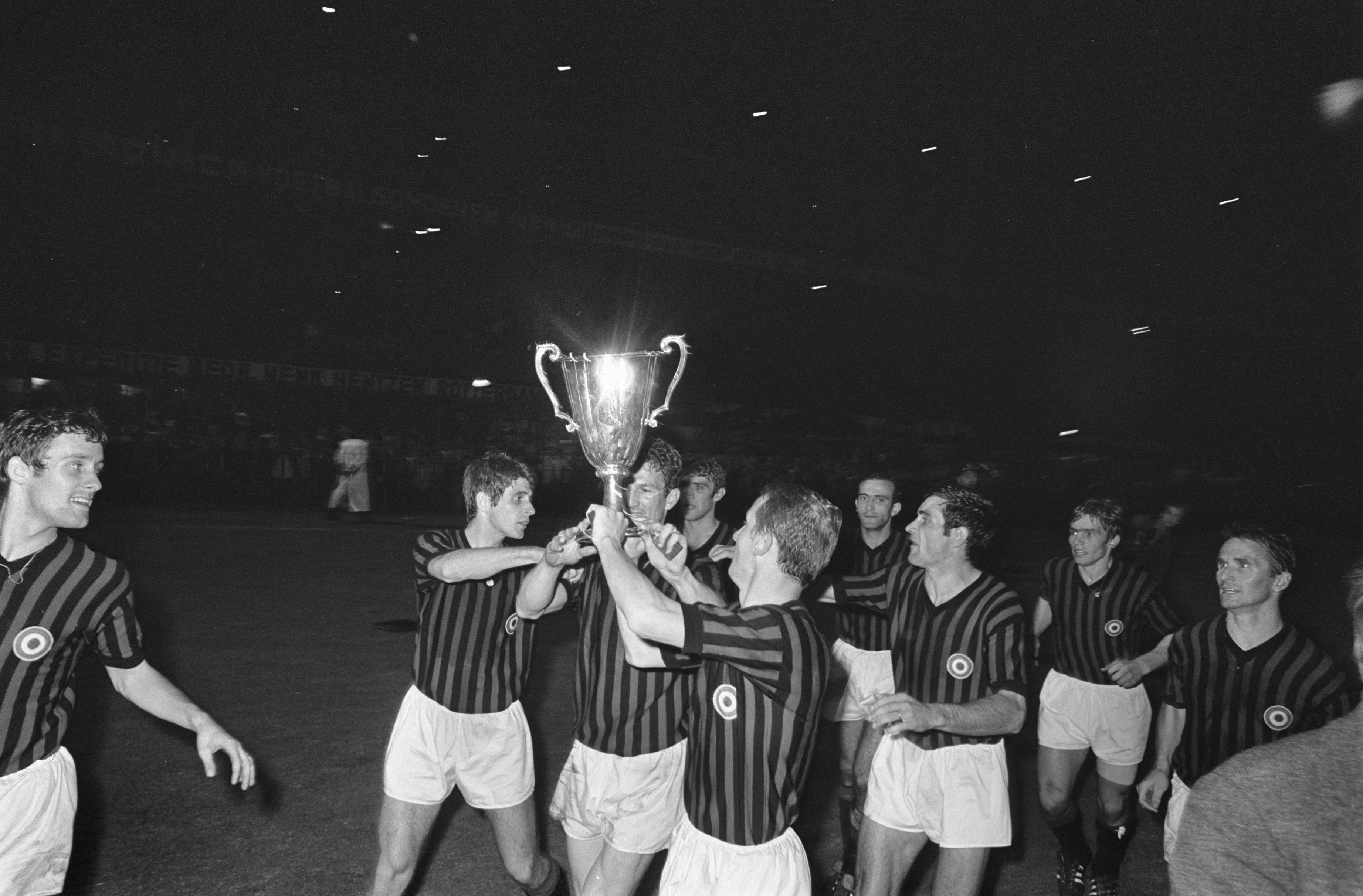
Spelare i Milan firar segern i Cupvinnarcupen säsongen 1967/68.

Europeiska cupvinnarcupen i fotboll, oftast bara kallad Cupvinnarcupen, var en fotbollsturnering för klubblag i Europa. Turneringen, som arrangerades av Uefa varje säsong utom den första, spelades första gången säsongen 1960/61 och sista gången säsongen 1998/99. I cupen deltog vinnarna av de nationella cuperna, det vill säga Svenska cupen, FA-cupen, Copa del Rey och så vidare. Då cupvinnarcupen upphörde kom dessa klubbar istället att spela i Uefacupen, som numera heter Uefa Europa League.
Engelska klubbar var de mest framgångsrika genom åren med åtta finalvinster och fem finalförluster. Spanska klubbar var näst bäst med sju finalvinster och sju finalförluster. Barcelona var den mest framgångsrika klubben med fyra finalvinster och två finalförluster.
Vid åtta tillfällen gick den regerande mästaren av cupvinnarcupen till final säsongen efter titeln, men varje gång blev det förlust. Ingen klubb lyckades alltså försvara sin titel.

## Historia
Efter framgångarna för Europacupen och Mässcupen, vilka båda startade 1955, växte tanken på ytterligare en klubblagsturnering i Europa fram, där denna gång vinnarna av de nationella cuperna skulle delta. Cupens första säsong, säsongen 1960/61, arrangerades inte av Uefa utan av kommittén som arrangerade Mitropacupen.
Från början var det ingen större entusiasm bland de klubbar som var kvalificerade att delta. Många länder hade ingen nationell cup och där en sådan fanns var den ofta lågt ansedd prestigemässigt. Bara tio klubbar ställde upp under den första säsongen, som vanns av Fiorentina.
Cupen fick dock positiv respons från supportrar och media, och till nästföljande säsong tog Uefa över arrangörskapet. Den här gången tackade alla klubbar som var kvalificerade ja till att delta. Säsongen 1965/66 infördes bortamålsregeln och det var första gången någonsin som den regeln tillämpades någonstans. Till 1968 hade alla Uefas dåvarande medlemsländer infört en nationell cup så att de kunde skicka en representant till Cupvinnarcupen.
I takt med att Uefa Champions League, som Europacupen bytt namn till, växte i prestige och omfång, speciellt efter att inte bara ettorna utan även tvåorna i de största ländernas ligor fick delta från och med säsongen 1997/98, minskade Cupvinnarcupens prestige och intresset för cupen sjönk. Inför att Uefa Champions League skulle expandera ytterligare säsongen 1999/00, då även några treor och fyror skulle få delta, bestämde Uefa att man skulle lägga ned Cupvinnarcupen och istället låta mästarna av de nationella cuperna få delta i Uefacupen. Cupens sista mästare säsongen 1998/99 blev Lazio.
Cupvinnarcupen spelades alltid som en ren utslagsturnering; något gruppspel förekom inte. Finalen avgjordes i en enda match på en i förväg bestämd neutral arena, utom första säsongen då den avgjordes i ett dubbelmöte hemma/borta.
Mästaren av Cupvinnarcupen fick från och med 1972 och ända fram till cupens nedläggning 1999 inför nästkommande säsong möta mästaren av Europacupen/Uefa Champions League i Uefa Super Cup. Den första upplagan av denna turnering var dock inte sanktionerad av Uefa och de två första upplagorna spelades i januari året efter det att klubbarna blev mästare. Turneringen spelades inte alls 1974, 1981 och 1985. Om man inte räknar med den första upplagan spelades turneringen 24 gånger med deltagande från Cupvinnarcupen, varav mästaren av Cupvinnarcupen vann hälften av gångerna. Sedan 2000 möter mästarna av Uefa Champions League istället mästarna av Uefacupen/Uefa Europa League.

## Finalresultat

### 1960/61
Säsongen 1960/61 avgjordes finalen i bäst av två matcher där klubbarna möttes hemma och borta. I tabellen nedan markeras den sammanlagda vinnaren med fet stil.
| Säsong  | Hemmalag   | Resultat | Bortalag   | Arena                    | Anmärkning                                                                 |
| ------- | ---------- | -------- | ---------- | ------------------------ | -------------------------------------------------------------------------- |
| 1960/61 | Rangers    | 0–2      | Fiorentina | Ibrox Park, Glasgow      | Första finalen med en skotsk klubb. Första finalen med en italiensk klubb. |
| 1960/61 | Fiorentina | 2–1      | Rangers    | Stadio Comunale, Florens | Första finalen med en skotsk klubb. Första finalen med en italiensk klubb. |

### 1961/62–1998/99
Från och med säsongen 1961/62 avgjordes finalen i en enda match på en i förväg bestämd neutral arena.
| Säsong  | Vinnare             | Resultat   | Förlorare           | Arena                             | Anmärkning |
| ------- | ------------------- | ---------- | ------------------- | --------------------------------- | --- |
| 1961/62 | Atlético Madrid     | 1–1 (e.f.) | Fiorentina          | Hampden Park, Glasgow             | Första finalen med en spansk klubb. Första finalen att gå till omspel.                                                            |
| 1961/62 | Atlético Madrid     | 3–0        | Fiorentina          | Neckarstadion, Stuttgart          | Första finalen med en spansk klubb. Första finalen att gå till omspel.                                                            |
| 1962/63 | Tottenham Hotspur   | 5–1        | Atlético Madrid     | Feijenoordstadion, Rotterdam      | Första finalen med en engelsk klubb.                                                                                              |
| 1963/64 | Sporting Lissabon   | 3–3 (e.f.) | MTK Budapest        | Heyselstadion, Bryssel            | Första finalen med en portugisisk klubb. Första finalen med en ungersk klubb.                                                     |
| 1963/64 | Sporting Lissabon   | 1–0        | MTK Budapest        | Bosuilstadion, Antwerpen          | Första finalen med en portugisisk klubb. Första finalen med en ungersk klubb.                                                     |
| 1964/65 | West Ham United     | 2–0        | 1860 München        | Wembley Stadium, London           | Första finalen med en västtysk klubb.                                                                                             |
| 1965/66 | Borussia Dortmund   | 2–1 (e.f.) | Liverpool           | Hampden Park, Glasgow             | Första finalen att avgöras efter förlängning.                                                                                     |
| 1966/67 | Bayern München      | 1–0 (e.f.) | Rangers             | Städtisches Stadion, Nürnberg     | |
| 1967/68 | Milan               | 2–0        | Hamburg             | Feijenoordstadion, Rotterdam      | Svensken Kurt Hamrin gjorde båda målen.                                                                                           |
| 1968/69 | Slovan Bratislava   | 3–2        | Barcelona           | St. Jakob-stadion, Basel          | Första finalen med en tjeckoslovakisk klubb.                                                                                      |
| 1969/70 | Manchester City     | 2–1        | Górnik Zabrze       | Praterstadion, Wien               | Första finalen med en polsk klubb.                                                                                                |
| 1970/71 | Chelsea             | 1–1 (e.f.) | Real Madrid         | Karaiskakis-stadion, Pireus       | Sista finalen att gå till omspel.                                                                                                 |
| 1970/71 | Chelsea             | 2–1        | Real Madrid         | Karaiskakis-stadion, Pireus       | Sista finalen att gå till omspel.                                                                                                 |
| 1971/72 | Rangers             | 3–2        | Dynamo Moskva       | Camp Nou, Barcelona               | Första finalen med en sovjetisk klubb.                                                                                            |
| 1972/73 | Milan               | 1–0        | Leeds United        | Kaftanzogliostadion, Thessaloniki | Milan blev första klubb att vinna två gånger.                                                                                     |
| 1973/74 | Magdeburg           | 2–0        | Milan               | Feijenoordstadion, Rotterdam      | Första finalen med en östtysk klubb.                                                                                              |
| 1974/75 | Dynamo Kiev         | 3–0        | Ferencváros         | St. Jakob-stadion, Basel          | |
| 1975/76 | Anderlecht          | 4–2        | West Ham United     | Heyselstadion, Bryssel            | Första finalen med en belgisk klubb.                                                                                              |
| 1976/77 | Hamburg             | 2–0        | Anderlecht          | Olympiastadion, Amsterdam         | |
| 1977/78 | Anderlecht          | 4–0        | Austria Wien        | Parc des Princes, Paris           | Första finalen med en österrikisk klubb. Anderlechts tredje raka final.                                                           |
| 1978/79 | Barcelona           | 4–3 (e.f.) | Fortuna Düsseldorf  | St. Jakob-stadion, Basel          | |
| 1979/80 | Valencia            | 0–0 (e.f.) | Arsenal             | Heyselstadion, Bryssel            | Första finalen att sluta mållös. Första finalen att gå till straffsparksläggning. Valencia vann med 5–4 i straffsparksläggningen. |
| 1980/81 | Dinamo Tbilisi      | 2–1        | Carl Zeiss Jena     | Rheinstadion, Düsseldorf          | |
| 1981/82 | Barcelona           | 2–1        | Standard Liège      | Camp Nou, Barcelona               | Matchen spelades på Barcelonas hemmaarena.                                                                                        |
| 1982/83 | Aberdeen            | 2–1 (e.f.) | Real Madrid         | Ullevi, Göteborg                  | |
| 1983/84 | Juventus            | 2–1        | Porto               | St. Jakob-stadion, Basel          | Fjärde finalen i rad att sluta 2–1.                                                                                               |
| 1984/85 | Everton             | 3–1        | Rapid Wien          | Feijenoordstadion, Rotterdam      | |
| 1985/86 | Dynamo Kiev         | 3–0        | Atlético Madrid     | Stade de Gerland, Lyon            | |
| 1986/87 | Ajax                | 1–0        | Lokomotive Leipzig  | Olympiastadion, Aten              | Första finalen med en nederländsk klubb.                                                                                          |
| 1987/88 | Mechelen            | 1–0        | Ajax                | Stade de la Meinau, Strasbourg    | |
| 1988/89 | Barcelona           | 2–0        | Sampdoria           | Wankdorfstadion, Bern             | Barcelona blev första klubb att vinna tre gånger.                                                                                 |
| 1989/90 | Sampdoria           | 2–0 (e.f.) | Anderlecht          | Ullevi, Göteborg                  | |
| 1990/91 | Manchester United   | 2–1        | Barcelona           | Feijenoordstadion, Rotterdam      | |
| 1991/92 | Werder Bremen       | 2–0        | Monaco              | Estádio da Luz, Lissabon          | Första finalen med en tysk klubb. Första finalen med en fransk klubb.                                                             |
| 1992/93 | Parma               | 3–1        | Royal Antwerp       | Wembley Stadium, London           | |
| 1993/94 | Arsenal             | 1–0        | Parma               | Parken, Köpenhamn                 | |
| 1994/95 | Real Zaragoza       | 2–1 (e.f.) | Arsenal             | Parc des Princes, Paris           | |
| 1995/96 | Paris Saint-Germain | 1–0        | Rapid Wien          | Kung Baudouin-stadion, Bryssel    | |
| 1996/97 | Barcelona           | 1–0        | Paris Saint-Germain | Feijenoordstadion, Rotterdam      | Barcelona blev första klubb att vinna fyra gånger.                                                                                |
| 1997/98 | Chelsea             | 1–0        | Stuttgart           | Råsunda fotbollsstadion, Solna    | |
| 1998/99 | Lazio               | 2–1        | Mallorca            | Villa Park, Birmingham            | |

## Finaler per klubb
Nedanstående tabell presenterar det sammanlagda antalet finalvinster och -förluster per klubb av Cupvinnarcupen.
| Nr | Klubb               | Vinster | Förluster | Vinstår                | Förlustår  |
| -- | ------------------- | ------- | --------- | ---------------------- | ---------- |
| 1  | Barcelona           | 4       | 2         | 1979, 1982, 1989, 1997 | 1969, 1991 |
| 2  | Anderlecht          | 2       | 2         | 1976, 1978             | 1977, 1990 |
| 3  | Milan               | 2       | 1         | 1968, 1973             | 1974       |
| 4  | Dynamo Kiev         | 2       | 0         | 1975, 1986             | -          |
| 4  | Chelsea             | 2       | 0         | 1971, 1998             | -          |
| 6  | Atlético Madrid     | 1       | 2         | 1962                   | 1963, 1986 |
| 6  | Rangers             | 1       | 2         | 1972                   | 1961, 1967 |
| 6  | Arsenal             | 1       | 2         | 1994                   | 1980, 1995 |
| 9  | Fiorentina          | 1       | 1         | 1961                   | 1962       |
| 9  | West Ham United     | 1       | 1         | 1965                   | 1976       |
| 9  | Hamburg             | 1       | 1         | 1977                   | 1968       |
| 9  | Ajax                | 1       | 1         | 1987                   | 1988       |
| 9  | Sampdoria           | 1       | 1         | 1990                   | 1989       |
| 9  | Parma               | 1       | 1         | 1993                   | 1994       |
| 9  | Paris Saint-Germain | 1       | 1         | 1996                   | 1997       |
| 16 | Tottenham Hotspur   | 1       | 0         | 1963                   | -          |
| 16 | Sporting Lissabon   | 1       | 0         | 1964                   | -          |
| 16 | Borussia Dortmund   | 1       | 0         | 1966                   | -          |
| 16 | Bayern München      | 1       | 0         | 1967                   | -          |
| 16 | Slovan Bratislava   | 1       | 0         | 1969                   | -          |
| 16 | Manchester City     | 1       | 0         | 1970                   | -          |
| 16 | Magdeburg           | 1       | 0         | 1974                   | -          |
| 16 | Valencia            | 1       | 0         | 1980                   | -          |
| 16 | Dinamo Tbilisi      | 1       | 0         | 1981                   | -          |
| 16 | Aberdeen            | 1       | 0         | 1983                   | -          |
| 16 | Juventus            | 1       | 0         | 1984                   | -          |
| 16 | Everton             | 1       | 0         | 1985                   | -          |
| 16 | Mechelen            | 1       | 0         | 1988                   | -          |
| 16 | Manchester United   | 1       | 0         | 1991                   | -          |
| 16 | Werder Bremen       | 1       | 0         | 1992                   | -          |
| 16 | Real Zaragoza       | 1       | 0         | 1995                   | -          |
| 16 | Lazio               | 1       | 0         | 1999                   | -          |
| 33 | Real Madrid         | 0       | 2         | -                      | 1971, 1983 |
| 33 | Rapid Wien          | 0       | 2         | -                      | 1985, 1996 |
| 35 | MTK Budapest        | 0       | 1         | -                      | 1964       |
| 35 | 1860 München        | 0       | 1         | -                      | 1965       |
| 35 | Liverpool           | 0       | 1         | -                      | 1966       |
| 35 | Górnik Zabrze       | 0       | 1         | -                      | 1970       |
| 35 | Dynamo Moskva       | 0       | 1         | -                      | 1972       |
| 35 | Leeds United        | 0       | 1         | -                      | 1973       |
| 35 | Ferencváros         | 0       | 1         | -                      | 1975       |
| 35 | Austria Wien        | 0       | 1         | -                      | 1978       |
| 35 | Fortuna Düsseldorf  | 0       | 1         | -                      | 1979       |
| 35 | Carl Zeiss Jena     | 0       | 1         | -                      | 1981       |
| 35 | Standard Liège      | 0       | 1         | -                      | 1982       |
| 35 | Porto               | 0       | 1         | -                      | 1984       |
| 35 | Lokomotive Leipzig  | 0       | 1         | -                      | 1987       |
| 35 | Monaco              | 0       | 1         | -                      | 1992       |
| 35 | Royal Antwerp       | 0       | 1         | -                      | 1993       |
| 35 | Stuttgart           | 0       | 1         | -                      | 1998       |
| 35 | Mallorca            | 0       | 1         | -                      | 1999       |

## Finaler per land
Nedanstående tabell presenterar det sammanlagda antalet finalvinster och -förluster per land av Cupvinnarcupen.
| Nr | Land          | Vinster | Förluster | Vinstår                                        | Förlustår                                |
| -- | ------------- | ------- | --------- | ---------------------------------------------- | ---------------------------------------- |
| 1  | England       | 8       | 5         | 1963, 1965, 1970, 1971, 1985, 1991, 1994, 1998 | 1966, 1973, 1976, 1980, 1995             |
| 2  | Spanien       | 7       | 7         | 1962, 1979, 1980, 1982, 1989, 1995, 1997       | 1963, 1969, 1971, 1983, 1986, 1991, 1999 |
| 3  | Italien       | 7       | 4         | 1961, 1968, 1973, 1984, 1990, 1993, 1999       | 1962, 1974, 1989, 1994                   |
| 4  | Tyskland      | 5       | 6         | 1966, 1967, 1974, 1977, 1992                   | 1965, 1968, 1979, 1981, 1987, 1998       |
| 5  | Belgien       | 3       | 4         | 1976, 1978, 1988                               | 1977, 1982, 1990, 1993                   |
| 6  | Skottland     | 2       | 2         | 1972, 1983                                     | 1961, 1967                               |
| 7  | Ukraina       | 2       | 0         | 1975, 1986                                     | -                                        |
| 8  | Frankrike     | 1       | 2         | 1996                                           | 1992, 1997                               |
| 9  | Portugal      | 1       | 1         | 1964                                           | 1984                                     |
| 9  | Nederländerna | 1       | 1         | 1987                                           | 1988                                     |
| 11 | Slovakien     | 1       | 0         | 1969                                           | -                                        |
| 11 | Georgien      | 1       | 0         | 1981                                           | -                                        |
| 13 | Österrike     | 0       | 3         | -                                              | 1978, 1985, 1996                         |
| 14 | Ungern        | 0       | 2         | -                                              | 1964, 1975                               |
| 15 | Polen         | 0       | 1         | -                                              | 1970                                     |
| 15 | Ryssland      | 0       | 1         | -                                              | 1972                                     |

1. ↑  Inklusive Västtyskland (3–3) och Östtyskland (1–2)
2. ↑  Inklusive Sovjetunionen (2–0)
3. ↑  Inklusive Tjeckoslovakien (1–0)
4. ↑  Inklusive Sovjetunionen (1–0)
5. ↑  Inklusive Sovjetunionen (0–1)

## Maratontabell
Nedanstående tabell presenterar de tio främsta klubbarna i Cupvinnarcupens historia. Vinst ger två poäng.
| Nr | Klubb               | S  | V  | O  | F  | GM  | IM | MS  | P   |
| -- | ------------------- | -- | -- | -- | -- | --- | -- | --- | --- |
| 1  | Barcelona           | 85 | 50 | 18 | 17 | 178 | 87 | +91 | 118 |
| 2  | Atlético Madrid     | 62 | 38 | 13 | 11 | 118 | 57 | +61 | 89  |
| 3  | Rangers             | 54 | 27 | 11 | 16 | 100 | 62 | +38 | 65  |
| 4  | Anderlecht          | 44 | 29 | 3  | 12 | 86  | 34 | +52 | 61  |
| 5  | Chelsea             | 39 | 23 | 10 | 6  | 81  | 28 | +53 | 56  |
| 6  | Rapid Wien          | 52 | 19 | 17 | 16 | 87  | 73 | +14 | 55  |
| 7  | Paris Saint-Germain | 38 | 24 | 6  | 8  | 66  | 27 | +39 | 54  |
| 8  | Benfica             | 42 | 21 | 12 | 9  | 67  | 34 | +33 | 54  |
| 9  | Bayern München      | 39 | 19 | 14 | 6  | 67  | 36 | +31 | 52  |
| 10 | Aberdeen            | 39 | 22 | 5  | 12 | 79  | 37 | +42 | 49  |

## Flest matcher
Nedanstående tabell presenterar de tio främsta spelarna när det gäller antalet matcher i Cupvinnarcupens historia.

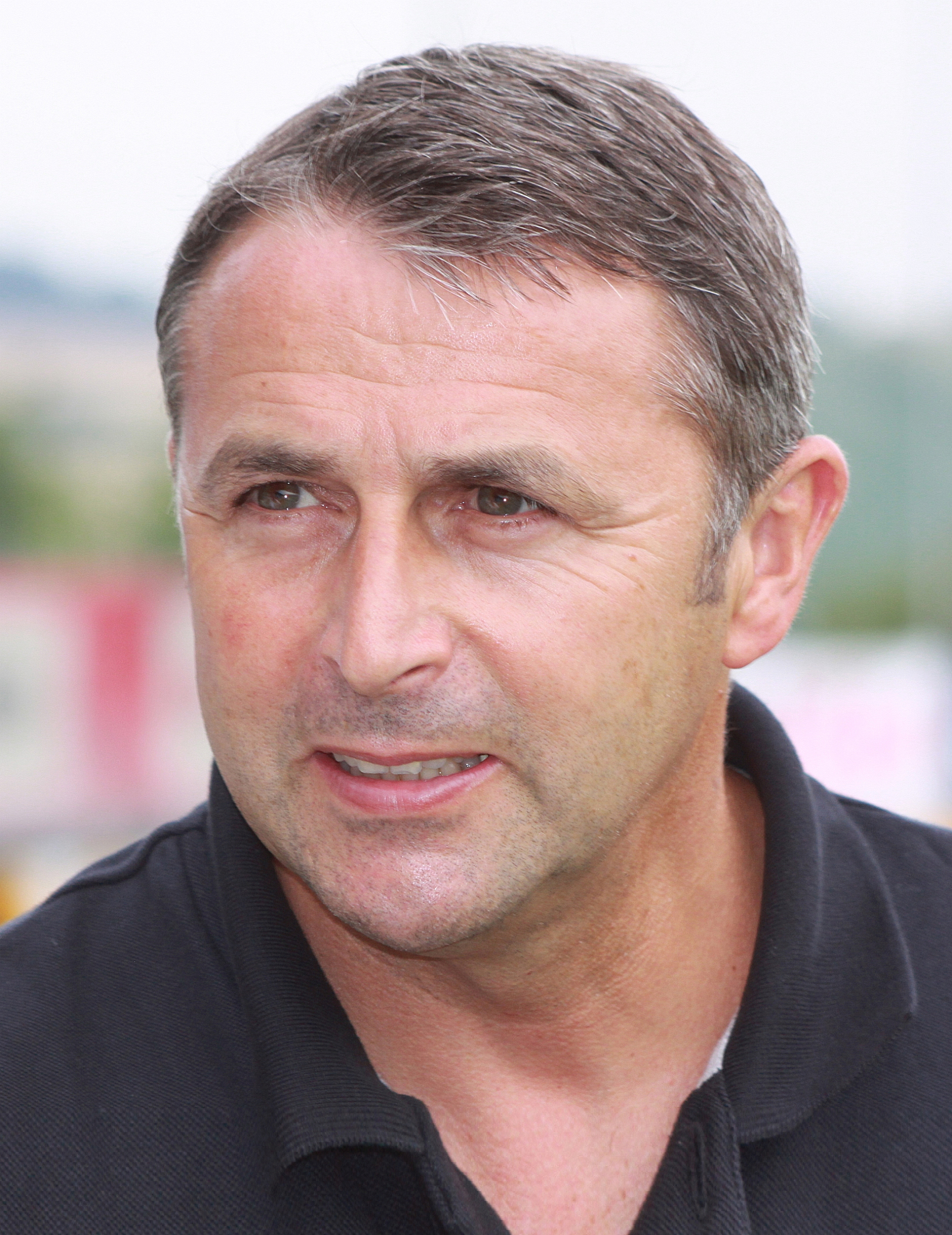
Klaus Allofs spelade näst flest matcher i cupens historia.

| Nr | Spelare             | Matcher | År        | Klubb(ar)                                                            |
| -- | ------------------- | ------- | --------- | -------------------------------------------------------------------- |
| 1  | Ed de Goey          | 44      | 1991–1999 | Feyenoord (28), Chelsea (16)                                         |
| 2  | Klaus Allofs        | 39      | 1978–1992 | Fortuna Düsseldorf (17), Köln (4), Marseille (8), Werder Bremen (10) |
| 3  | Arie Haan           | 38      | 1975–1982 | Anderlecht (29), Standard Liège (9)                                  |
| 4  | Roberto Mancini     | 37      | 1985–1999 | Sampdoria (30), Lazio (7)                                            |
| 5  | Rob Rensenbrink     | 35      | 1970–1978 | Club Brugge (6), Anderlecht (29)                                     |
| 5  | Gianluca Vialli     | 35      | 1985–1999 | Sampdoria (22), Chelsea (13)                                         |
| 5  | Rob Witschge        | 35      | 1986–1995 | Ajax (14), Feyenoord (21)                                            |
| 8  | José Ramón Alexanko | 34      | 1981–1991 | Barcelona (34)                                                       |
| 9  | Sandy Jardine       | 33      | 1967–1981 | Rangers (33)                                                         |
| 9  | Hans Krankl         | 33      | 1972–1985 | Rapid Wien (21), Barcelona (12)                                      |
| 9  | Don Murray          | 33      | 1964–1974 | Cardiff City (33)                                                    |

## Flest mål
Nedanstående tabell presenterar de tio främsta målskyttarna i Cupvinnarcupens historia.

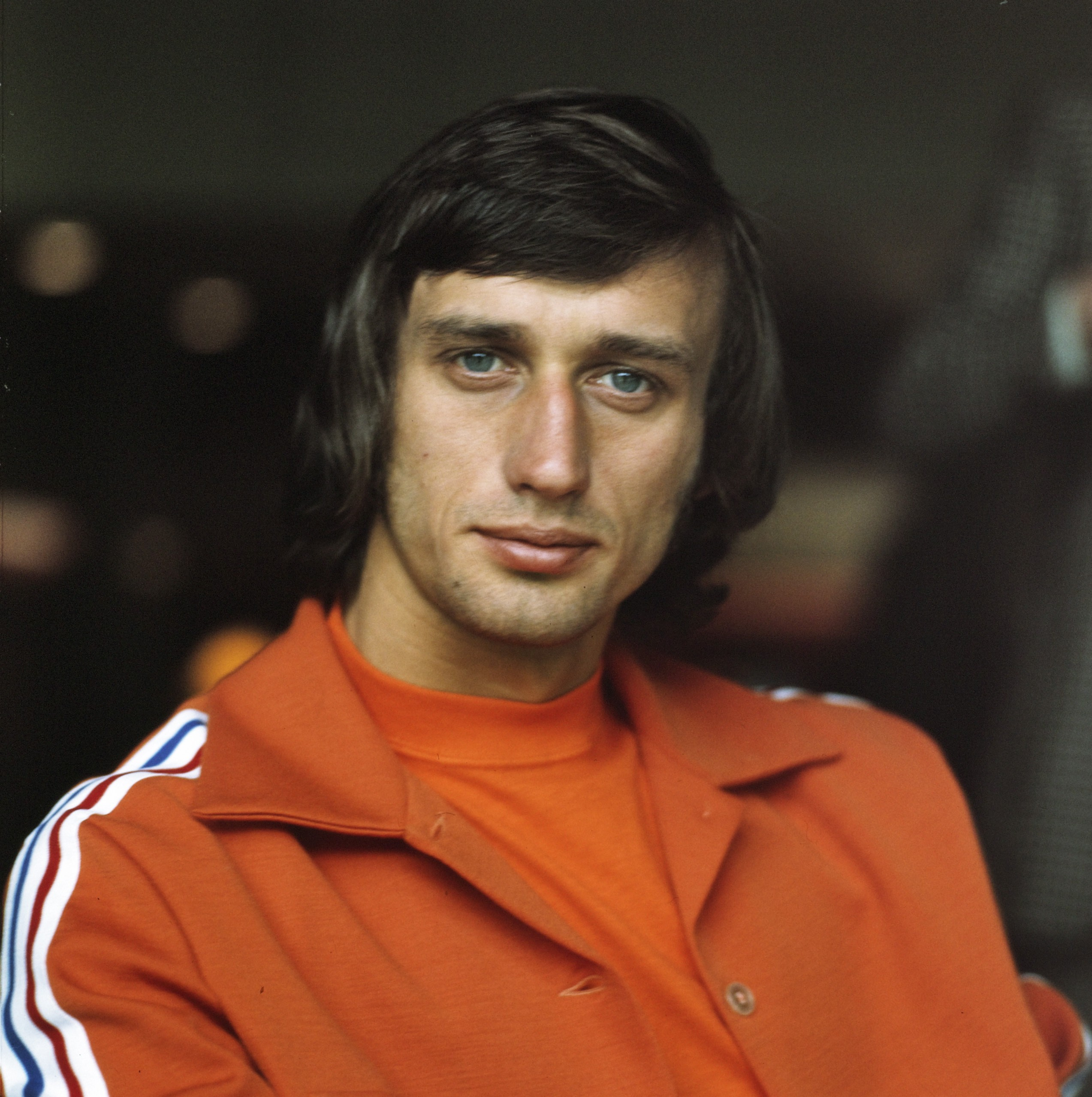
Rob Rensenbrink gjorde flest mål i cupens historia.

| Nr | Spelare               | Mål | Matcher | Målsnitt | År        | Klubb(ar)                                |
| -- | --------------------- | --- | ------- | -------- | --------- | ---------------------------------------- |
| 1  | Rob Rensenbrink       | 25  | 35      | 0,71     | 1970–1978 | Club Brugge (2), Anderlecht (23)         |
| 2  | Gerd Müller           | 20  | 25      | 0,8      | 1966–1972 | Bayern München (20)                      |
| 2  | Gianluca Vialli       | 20  | 35      | 0,57     | 1985–1999 | Sampdoria (13), Chelsea (7)              |
| 4  | François Van der Elst | 18  | 30      | 0,6      | 1973–1978 | Anderlecht (18)                          |
| 5  | Roger Claessen        | 17  | 23      | 0,74     | 1965–1971 | Standard Liège (16), Beerschot (1)       |
| 5  | Hans Krankl           | 17  | 33      | 0,52     | 1972–1985 | Rapid Wien (8), Barcelona (9)            |
| 7  | Kurt Hamrin           | 16  | 23      | 0,7      | 1960–1968 | Fiorentina (12), Milan (4)               |
| 7  | Mendonça              | 16  | 23      | 0,7      | 1961–1969 | Atlético Madrid (14), Barcelona (2)      |
| 9  | Włodzimierz Lubański  | 15  | 17      | 0,88     | 1969–1971 | Górnik Zabrze (15)                       |
| 9  | Hristo Stoitjkov      | 15  | 28      | 0,54     | 1988–1997 | CSKA Sofia (7), Barcelona (6), Parma (2) |